# The Nightfly
| Recensione | Giudizio       |
| ---------- | -------------- |
| Ondarock   | Pietra miliare |
| AllMusic   |                |

(The Nightfly)
The Nightfly è il primo album in studio da solista del cantautore statunitense Donald Fagen, pubblicato il 1º ottobre 1982.

## Il disco
The Nightfly (dal soprannome di un disc jockey molto famoso quando Fagen era ragazzino) è sostanzialmente un disco autobiografico, un  concept album in cui il musicista statunitense ripercorre gli anni della sua giovinezza.
In I.G.Y. (International Geophysical Year) per esempio parla dell'ottimismo per la scienza che c'era nel 1958, in Goodbye Look della rivoluzione cubana vista con gli occhi di un bambino americano dell'epoca, in Ruby Baby delle prime feste, in Maxine del suo primo amore, in New Frontier della paura per la guerra fredda.
Primo album interamente in digitale, è ricordato anche per la straordinaria qualità dell'incisione, al punto che ancora oggi viene utilizzato per testare la qualità degli impianti hi-fi. Tra CD ed LP quest'ultimo viene considerato superiore e resta uno dei riferimenti in campo audiofilo. Purtroppo nelle successive realizzazioni gli ingegneri del suono non sono mai riusciti ad eguagliare la strepitosa dinamica e qualità di The Nightfly.
Particolare fortuna ebbe il singolo New frontier, che fu accompagnato da un divertente video a cartoni animati ispirato all'America dell'era Kennedy ed alla minaccia dell'atomica. In un'intervista concessa a Capital Radio (Londra) nel 1988 Fagen ha dichiarato che il testo del brano in questione illustra i dialoghi tra ragazzi durante un party estemporaneo, organizzato dentro un rifugio antiatomico, approfittando dell'assenza dei loro genitori fuori per il week-end. Gli interventi di chitarra solista di matrice bluesy all'interno della stessa traccia sono opera di Larry Carlton.
Il disco riprende molte delle linee melodiche del gruppo di provenienza di Fagen, gli Steely Dan e in particolare del loro ultimo album Gaucho pubblicato due anni prima.
Pur non essendo stato all'epoca un successo di grandi dimensioni, ha continuato a vendere negli anni con regolarità, diventando un longseller, tanto che nel 2007 ne è uscita una versione celebrativa, un cofanetto con 3 CD contenente oltre alle canzoni già note molto materiale extra.

## Tracce
Testi e musiche di Donald Fagen, eccetto Ruby Baby.
1. I.G.Y. (International Geophysical Year) – 6:05
2. Green Flower Street – 3:40
3. Ruby Baby – 5:38 (Jerry Leiber e Mike Stoller; arrang. di Donald Fagen)
4. Maxine – 3:50
5. New Frontier – 6:23
6. The Nightfly – 5:45
7. The Goodbye Look – 4:47
8. Walk Between Raindrops – 2:38

Tracce bonus
1. True Companion (presente in The Nightfly Trilogy MVI Boxed Set) – 5:09
2. Green Flower Street (Live, presente in The Nightfly Trilogy MVI Boxed Set) – 4:25
3. Century's End (presente in The Nightfly Trilogy MVI Boxed Set) – 5:32

## Musicisti
- Donald Fagen - tastiere, armonica a bocca, pianoforte elettrico, voce, cori
- Frank "Harmonica Frank" Floyd - cori
- Gordon Grody - cori
- Daniel Lazerus - cori
- Dave Bargeron - trombone, eufonio, cori
- Leslie Miller - cori
- Zachary Sanders - cori
- Valerie Simpson - cori
- Michael Brecker - sassofono tenore
- Randy Brecker - tromba, flicorno soprano
- David Tofani - sassofono contralto
- Ronnie Cuber - sassofono baritono
- Hugh McCracken - chitarra, armonica
- Larry Carlton - chitarra
- Rick Derringer - chitarra
- Dean Parks - chitarra
- Steve Khan - chitarra acustica
- James Gadson - batteria
- Steve Jordan - batteria
- Ed Greene - batteria
- Jeff Porcaro - batteria
- Starz Vanderlocket - percussioni, cori
- Roger Nichols - percussioni
- Anthony Jackson - basso
- Abraham Laboriel - basso
- Will Lee - basso
- Marcus Miller - basso
- Chuck Rainey - basso
- Rob Mounsey - tastiere
- Michael Omartian - tastiere
- Greg Phillinganes - tastiere basso synth
- Paul Shaffer - tastiere